# Station Vendeuvre (Aube)
Station Vendeuvre is een spoorwegstation in de Franse gemeente Vendeuvre-sur-Barse.